# Felsbilder auf El Hierro

El Hierro, die westlichste Innsel der Kanaren

Die Felsbilder auf El Hierro wurden von den Bimbaches, den Ureinwohnern der Insel, geschaffen. Auf El Hierro wurden bis zu Beginn des 2. Jahrtausends die meisten Felsbilder der Kanarischen Inseln  gefunden. Dabei handelt es sich ausschließlich um Petroglyphen. Felsmalereien wurden auf El Hierro nicht entdeckt.

## Arten von Felsbildern
An den Fundstellen der Petroglyphen befinden sich häufig unterschiedliche Arten von Zeichen auf einem Paneel. Diese müssen nicht unbedingt zur gleichen Zeit entstanden sein.

### Unterscheidung der Felsbilder nach Motiven
Geometrische Formen kommen bei den Felsbilder El Hierros häufig vor. Es werden Linien dargestellt, die rechtwinklig, viereckig, kreuzförmig, dreieckig, rautenförmig, oval, elliptisch angeordnet sind sowie konzentrische Kreise und Halbkreise, Spiralen, Mäander, Labyrinthe usw. Im nördlichen Teil der Insel treten diese Motive seltener, im südlichen Teil der Insel dagegen häufiger auf.
Figurative Darstellungen auf den Petroglyphen lassen eine Identifikation des dargestellten Motivs zu. Es gibt anthropomorphe (Menschen darstellende), zoomorphe (Tiere darstellende) Petroglyphen. Im Gebiet von El Julan wurde die Darstellung von Fußabdrücken (Podomorfos) gefunden.
Felsinschriften gelten als wichtigster Teil der Petroglyphen der Insel El Hierro. An wenigstens 19 Stellen wurden auf nahezu 100 Paneelen bisher Schriftzeichen einer Schrift gefunden, die als libysch-berberische Schrift der Kanarischen Inseln bezeichnet wird.

### Unterscheidung der Felsbilder nach Herstellungstechnik
Der größte Teil der Petroglyphen auf der Insel El Hierro wurde in einer Technik hergestellt, bei der die Linien durch Schläge mit einem Stein auf den Untergrund erzeugt wurden. Bei dieser Technik besteht die Linie aus vielen kleinen Einschlagvertiefung. So sind gerundete Linien leicht zu erzeugen. In einigen Fällen wurde vermutlich versucht die einzelnen Punkte durch Schaben zu verbinden. Ob diese Verbindung der Punkte schon bei der Herstellung der Petroglyphen angewendet oder erst später hinzugefügt wurde, lässt sich schwer ermitteln.
Bei einem anderen Verfahren werden V-förmige Vertiefungen in den Stein eingeritzt. Dafür waren sehr spitze bzw. scharfe Werkzeuge nötig. In dieser Technik wurden einige Felsinschriften, besonders im Norden der Insel erstellt.

## Fundstellen
Die Fundstellen der Petroglyphen auf El Hierro liegen zum größten Teil im Norden der Insel. Die Archäologische Stätte von El Julan eine der bedeutendsten Fundstellen liegt allerdings im Südosten der Insel. Der größte Teil der Petroglyphen befindet sich unter freiem Himmel. Einige bedeutende Funde wurden aber auch in Höhlen, besonders an deren Eingängen gemacht. Petroglyphen wurden auf der Insel in allen Höhenlagen gefunden. Die Fundstelle von La Restinga liegt nur knapp 100 m vom Meer entfernt auf einer Höhe von etwa 25 m. Die Cueva del Agua befindet sich ca. 1080 m über dem Meer. Als Untergrund für die Petroglyphen wurden im Norden der Insel in erster Linie die senkrechten Wände der Barrancos gewählt. Im Süden bilden die eher waagerechten ebene Flächen der erkalteten Lavaströme die Untergründe.
Ein großer Teil der Petroglyphen wurde an Orten gefunden, an denen auch andere archäologische Funde auf eine gesellschaftliche oder religiöse Bedeutung der Petroglyphen hindeuten. Die große Anzahl der Paneele in unterschiedlichen Stilen lassen bei der Archäologische Stätte von El Julan vermuten, dass sie zu unterschiedlichen Zeiten von unterschiedlichen Personen angefertigt wurden. Es gibt Gründe dafür anzunehmen, dass diese Petroglyphen in einem Ritual erstellt wurden, das wiederholt stattfand. Bei Felsbildstationen die nur aus einem oder zwei Paneelen bestehen sind soziale Zusammenhänge weniger wahrscheinlich.
Bei anderen Fundstellen von Petroglyphen finden sich keine Beziehungen zu Funden wie Festplätzen, Opferstellen, Wohnhäusern, Wohnhöhlen oder Bestattungsplätzen. Das führt dazu, dass die Archäologen bei einigen Fundstellen nicht in der Lage sind eine Hypothese zu entwickeln, warum die Petroglyphen genau an dieser Stelle, weit ab von sonstigen Funden angebracht wurden.

## Wissenschaftliche Erforschung der Felsbilder El Hierros
Während die figürlichen Motive der nordafrikanischen Petroglyphen Hinweise auf ihre Entstehungszeit liefern können, sind die vermittelten Inhalte bei den, auf den Kanarischen Inseln anzutreffenden Felsbildern mit figürlichen Motiven, gering.
Die wissenschaftliche Forschung auf El Hierro konzentriert sich verstärkt auf den Bereich der in großer Vielfalt vorhandenen Felsinschriften und betrachtet dabei den Zusammenhang zu den Petroglyphen mit geometrischen und figurativen Motiven.
Im Jahr 1870 wurde der Kleriker Aquilino Padrón y Padrón auf die Petroglyphen von Los Letreros im Süden der Insel El Hierro aufmerksam. Er informierte verschiedene in- und ausländische Fachleute über seine Funde und veröffentlichte 1873 einen Bericht. Der französische Konsul auf Teneriffa, Sabin Berthelot erkannte die wissenschaftliche Bedeutung der von Don Aquilino angefertigten Abbildungen und verfasste eine schriftliche Stellungnahme. Der französische General und Kolonialverwalter in Nordafrika, Louis Faidherbe  publizierte eine Stellungnahme. Er stellte eine große Ähnlichkeit der Zeichen von El Hierro mit den in seinem Buch „Phönizische Inschriften“ (Épigraphie phénicienne) beschriebenen Zeichen in Nordafrika fest. In der folgenden Zeit wurden immer mehr Felsinschriften auch auf den anderen Kanarischen Inseln gefunden. Eine intensive wissenschaftliche Beschäftigung mit diesen Funden fand aber nicht statt.
Bis 1964 gab es keine umfassende Darstellungen oder Untersuchungen der auf den Kanarischen Inseln gefundenen Inschriften. Die Informationen beschränkten sich auf Beschreibungen und kurze Notizen zu den Fundstellen. 1964 erschien die Monografie „Inscripciones líbicas de Canarias“ (Libysche Inschriften der Kanarischen Inseln). Zum ersten Mal in der Geschichte der Inseln, beinahe ein Jahrhundert nachdem die ersten Informationen aufkamen, war ein Buch ausschließlich diesem Thema gewidmet

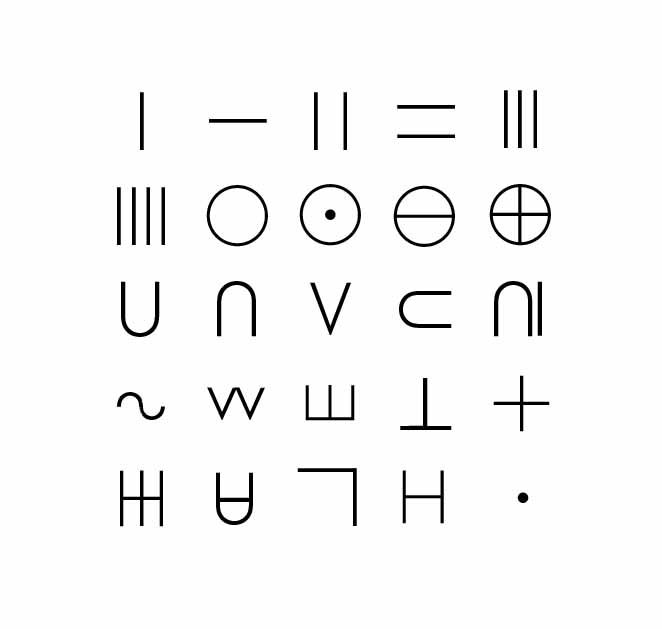
Zeichenbestand der Insel El Hierro (ohne Varianten)

Viele der Inschriften wurden schon in den letzten Jahrzehnten des 19. Jahrhunderts zeichnerisch erfasst. Die Ergebnisse waren häufig unbefriedigend. Bei der zeichnerischen Darstellung des gleichen Objektes kam es meist zu unterschiedlichen Wiedergaben der Zeichen. Im Jahr 2008 begann auf El Hierro ein, von der Denkmalbehörde der Kanarischen Inseln (Dirección General de Cooperación y Patrimonio Cultural del Gobierno de Canarias) initiiertes und finanziertes Projekt der Inventarisierung der Alphabetischen Inschriften im Bereich der kanarischen Felsbilder (Inventario de inscripciones alfabéticas en el ámbito rupestre canario). Im Rahmen des Projektes wurden alle bekannten Felsinschriften auf El Hierro mit modernen Techniken dokumentiert. Das ermöglichte eine genaue Analyse des historischen Materials. So konnte versucht werden ein „Alphabet von El Hierro“ zu erstellen, bei dem alle Zeichen und ihre Varianten erfasst wurden, die auf den nahezu 100 Paneelen libysch-berberischer Inschriften der Insel vorkommen.